# Bucky O'Hare and the Toad Wars!
Bucky O'Hare and the Toad Wars! (también conocida como Bucky O'Hare and the Toad Menace en Canadá) es una serie animada creada por Sunbow Productions, Abrams/Gentile Entertainment, Continuity Comics y la empresa francesa IDDH, coproducida por Marvel Productions y distribuida por la subsidiaria de Hasbro, Classer Television. Se basó en el cómic de culto Bucky O'Hare y fue animado por AKOM.
Debutó en 1991 en los Estados Unidos y en 1992 en el Reino Unido en la BBC.

## Diferencias con los cómics
La mayoría de las ideas del cómic se usaron para la caricatura, con varias diferencias importantes: el universo paralelo en el que se desarrolla la historia se llama "Aniverso", Willy DuWitt puede viajar libremente entre la Tierra y el Aniverso en lugar de quedarse varado allí, Bruce es transportado a otra dimensión en lugar de ser asesinado, el Imperio Toad sigue voluntariamente a KOMPLEX en lugar de lavarle el cerebro, Deadeye tiene un acento sureño en lugar de un acento escocés, el ratón casi omnipotente no se ve por ningún lado y Jenny revela sus poderes psiónicos para Willy DuWitt. La caricatura exploró más del Aniverse y siguió un arco unificador suelto, con Warren, el planeta natal de Bucky, capturado por los sapos en el estreno de la temporada y rescatado en el final (que fue coescrito por Neal Adams).

## Personajes
Bucky y su equipo son miembros del S.P.A.C.E. organización, que significa Protoplasma consciente contra la invasión colonial.
- Bucky O'Hare: una liebre verde, capitanea un S.P.A.C.E. fragata llamada La Justa Indignación. Con la voz de Jason Michas. Su tripulación consta de:
- Jenny: primera oficial y piloto, una gata del planeta Aldebaran (que no debe confundirse con la estrella del universo de la vida real del mismo nombre) con misteriosos poderes mágicos y psiónicos comunes a las hembras de su especie. Incluyen telepatía, proyección astral, explosiones de energía y curación. Debido a los preceptos sagrados de Alderbaran, mantiene estos poderes en secreto de los demás miembros de la tripulación, con la excepción de Willy, por quien siente un afecto romántico manifiesto, con la voz de Margot Pinvidic.[5][6]
- Bruce: el hermano mayor de Bruiser, un babuino berserker betelgeusiano que se desempeñó como ingeniero de Righteous Indignation. Desapareció en otra dimensión cuando el acelerador de fotones de la nave falló durante la batalla, con la voz de Dale Wilson.
- Willy DuWitt: ingeniero, un humano preadolescente de San Francisco que ingresa al Aniverse a través de un portal entre el acelerador de fotones de la nave y su propio acelerador en casa. Reemplazó a Bruce, el ex ingeniero, que fue asesinado (o en los términos de la franquicia, había "alcanzado la unidad con Aniverse"). Más tarde, Willy quedó varado en el Aniverse cuando sus padres apagaron el acelerador de fotones en su habitación. Bucky y su equipo deciden mantener a Willy en secreto de la organización S.P.A.C.E y los Toads, con la voz de Shane Meier.
- Dead-Eye Duck: artillero, un antiguo pato pirata espacial de cuatro brazos de Kanopis III. Le falta un ojo y es impaciente y violento, y prefiere dejar que sus cuatro pistolas láser hablen por él. A diferencia de los cómics donde tiene acento escocés, tiene acento estadounidense, con la voz de Scott McNeil.
- AFC Blinky: un AFC avanzado (primera clase "Android"). Tiene un solo ojo y usa la frase "¡Calamidad y aflicción!" identificar situaciones problemáticas para Bucky y sus compañeros de equipo, con la voz de Sam Khouth.

Los miembros del Toad Empire presentados son los siguientes:
- KOMPLEX: el gobernante indiscutible del Imperio Toad. Este programa de computadora fue diseñado para hacer funcionar la cultura consumista del sapo, pero en lugar de eso la tomó y la militarizó. Su nombre, en lenguaje de sapo, es un anagrama de 'Aliméntame', con la voz de Long John Baldry.
- Toad Air Marshall: uno de los principales comandantes de KOMPLEX, con un uniforme adornado con medallas y el rostro cubierto de verrugas, con la voz de Jay Brazeau.
- Toad Borg: un gran cíborg púrpura segundo al mando de KOMPLEX, con la voz de Richard Newman.
- Storm Toads: los soldados sapos sin sentido que sirven como la principal fuerza de ataque del Imperio.

### Personajes solo en la serie animada
Casi todos los personajes enumerados anteriormente son tanto del cómic como de la caricatura. La mayoría de los nuevos que se introdujeron se enumeran a continuación.
- Bruiser: el hermano menor de Bruce, un babuino berserker betelgeusiano que se une al equipo de Bucky como marine espacial en Righteous Indignation. Él, como todos los babuinos berserker, asusta a los sapos y le encanta golpearlos. Es tonto pero bien intencionado y tiene un gran respeto por Willy, con la voz de Dale Wilson.
- Comandante Dogstar: aliado de Bucky, capitán de The Indefatigable, otra fragata que lucha contra los sapos, con la voz de Garry Chalk.
- Mimi LaFloo: una zorra (por así decirlo) originalmente cautiva de los sapos, Mimi es rescatada por Bucky y pasa a comandar su propia fragata de mamíferos, The Screaming Mimi, con la voz de Margot Pinvidic.
- Frix y Frax: los dos torpes subordinados del Air Marshal, con la voz de Terry Klassen y Scott McNeil respectivamente.
- Al Negator: un sleazasaur (cocodrilo bípedo) espía y mercenario contratado con frecuencia por Air Marshal. Se viste y habla de una manera consistente con la gente cajún, con la voz de Garry Chalk.

## Comunicados de prensa domésticos
Family Home Entertainment lanzó los trece episodios del programa en seis casetes VHS en Norteamérica. En el Reino Unido, BBC Video lanzó doce de los trece episodios en seis cintas VHS, luego Metrodome Entertainment lanzó los trece episodios en un conjunto de DVD de la Región 2, así como en un DVD de un solo volumen, los cuales ahora están agotados.